# Hvězdonice
Obec Hvězdonice (dříve též Jezdenice či Jezdonice) leží v okrese Benešov. Žije zde 341 obyvatel.
Ve vzdálenosti 11 km jihozápadně leží město Benešov, 16 km severozápadně město Říčany, 20 km jižně město Vlašim a 23 km severně město Český Brod.

## Mosty
V obci a její blízkosti se nacházejí dva důležité mosty:
- Dálniční most Hvězdonice – 462 metrů dlouhý most dálnice D1 přes Sázavu a část obce
- Visutá lávka Hvězdonice – 131 metrů dlouhá lávka pro pěší mezi obcemi Hvězdonice a Poddubí

## Historie
První písemná zmínka o obci pochází z roku 1422.

### Územněsprávní začlenění
Dějiny územněsprávního začleňování zahrnují období od roku 1850 do současnosti. V chronologickém přehledu je uvedena územně administrativní příslušnost obce v roce, kdy ke změně došlo:
- 1850 země česká, kraj České Budějovice, politický a soudní okres Benešov[7]
- 1855 země česká, kraj Tábor, soudní okres Benešov
- 1868 země česká, politický a soudní okres Benešov
- 1939 země česká, Oberlandrat Tábor, politický i soudní okres Benešov[8]
- 1942 země česká, Oberlandrat Praha, politický i soudní okres Benešov[9]
- 1945 země česká, správní i soudní okres Benešov[10]
- 1949 Pražský kraj, okres Benešov[11]
- 1960 Středočeský kraj, okres Benešov
- 2003 Středočeský kraj, okres Benešov, obec s rozšířenou působností Benešov

### Rok 1932
V obci Hvězdonice (přísl. Levín, 346 obyvatel, četnická stanice) byly v roce 1932 evidovány tyto živnosti a obchody: výroba cementového zboží, holič, hostinec, hotel Praha, klempíř, obuvník, pekař, 2 řezníci, 2 obchody se smíšeným zbožím, stavitel, šroubárna Marek&Jasanský, trafika, velkostatek Vaništa

## Doprava
Územím obce prochází dálnice D1 s exitem 29 (Hvězdonice) a silnice III/1099 z exitu 29 na železniční stanici.
Obec leží na železniční trati 212 Čerčany – Sázava – Zruč nad Sázavou – Světlá nad Sázavou. Je to jednokolejná regionální trať, doprava byla v úseku Čerčany – Kácov zahájena roku 1901. Na území obce leží železniční stanice. Železniční stanicí Hvězdonice jezdilo v pracovních dnech roku 2011 15 osobních vlaků, o víkendu 10 osobních vlaků.

## Turistika
- Cyklistika – Obcí vede cyklotrasa č. 19 Havlíčkův Brod – Zruč nad Sázavou – Hvězdonice – Týnec nad Sázavou – Davle.

- Pěší turistika – Obcí procházejí turistické trasy  Čerčany – Hvězdonice – Sázava – Zruč nad Sázavou a  Poddubí – Hvězdonice – Dubsko – Čerčany.

## Galerie

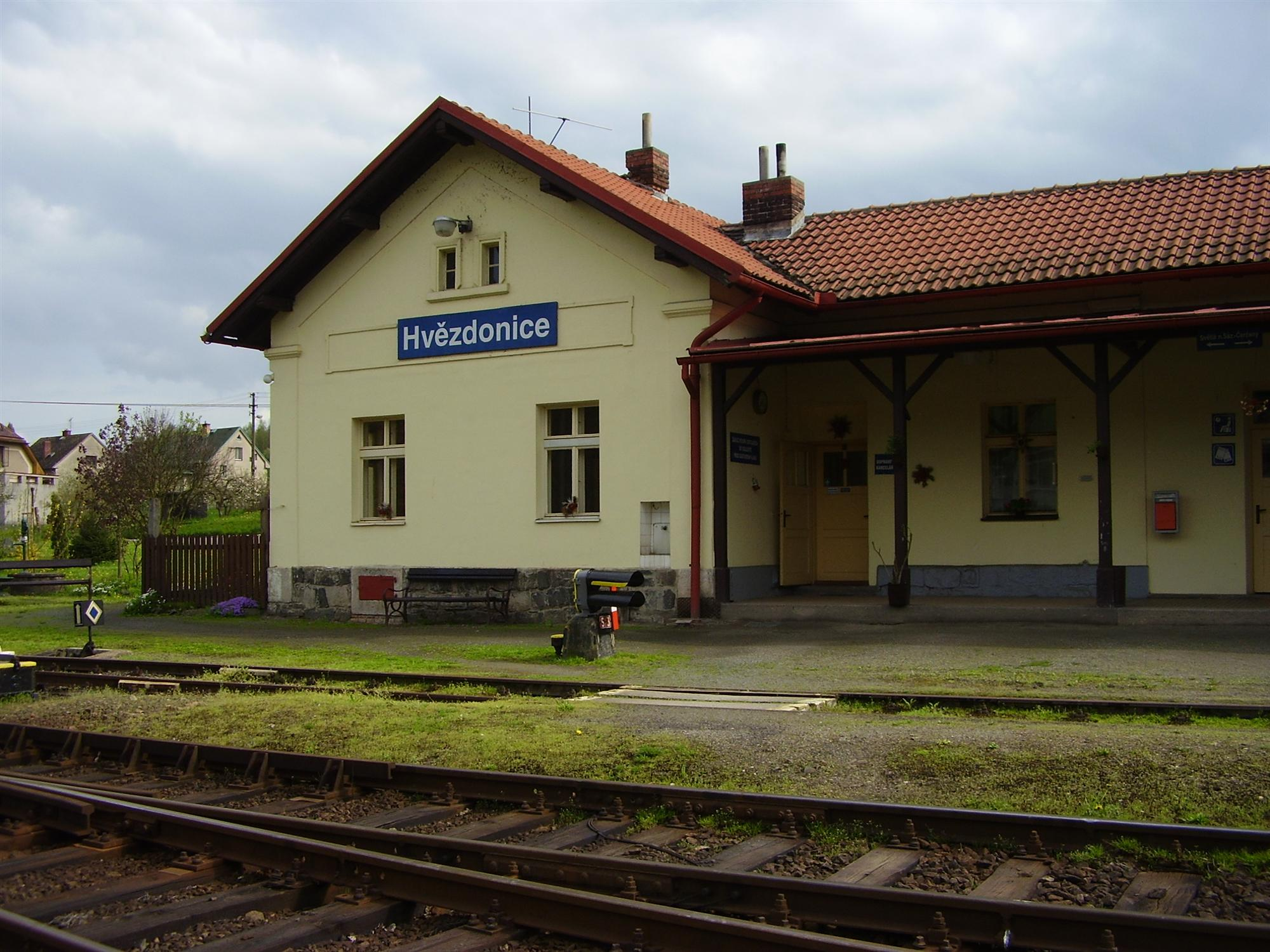
Nádraží v Hvězdonicích
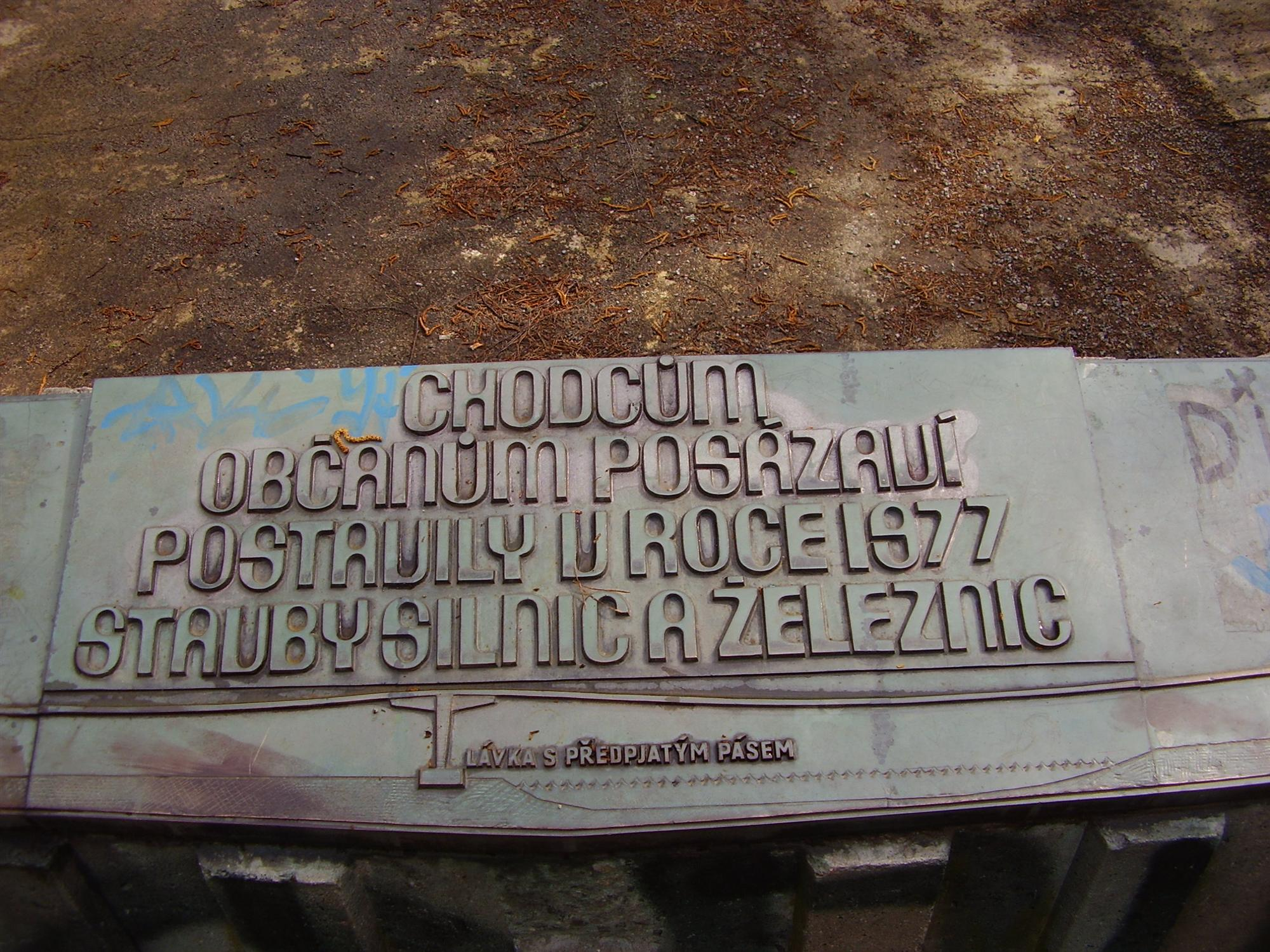
Nápis na lávce mezi Hvězdonicemi a Poddubím
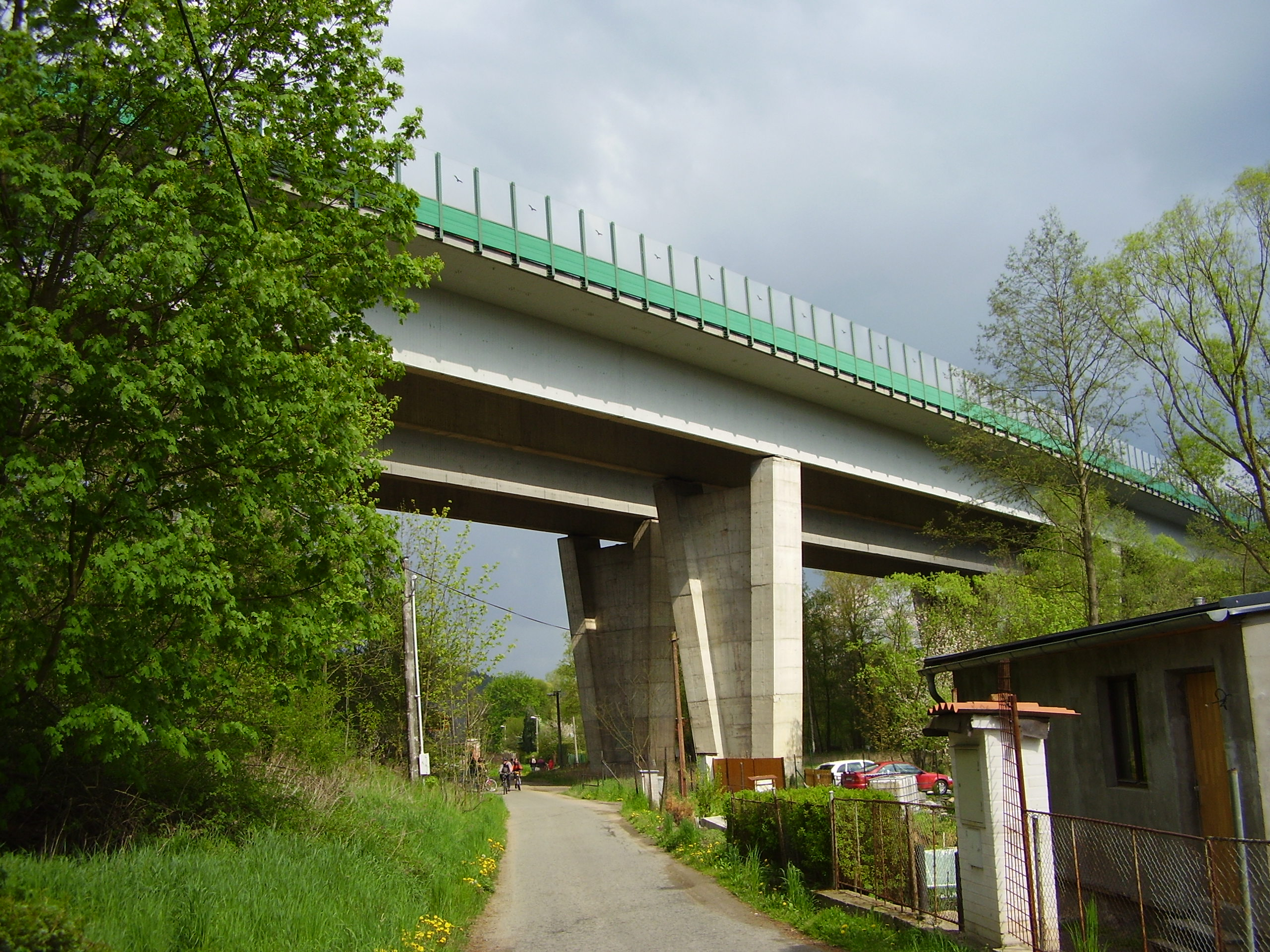
Dálniční most Hvězdonice